# محله هوایی کانتری اسکوایر
محله هوایی کانتری اسکوایر (به انگلیسی: Country Squire Airpark) یک فرودگاه همگانی است که یک باند فرود آسفالت دارد و طول باند آن ۹۴۳ متر است. این فرودگاه در شهر سندی، اورگن کشور ایالات متحده آمریکا قرار دارد و در ارتفاع ۳۵۸ متری از سطح دریا واقع شده‌است.